# Beldía
Beldía o beldi (بلدي ‘autóctona’, ‘de aquí’) es el nombre dado a la raza o variedad de cannabis autóctona de las montañas del Rif, en Marruecos, la cual se produce principalmente para producir kif y venderse internacionalmente. Ya que el valle de Ketama es la zona más conocida y tradicional del cultivo, también es localmente conocido como ktama bladi (كتامة بلادي). 
Debido a las restricciones sobre el cannabis en Marruecos, esta variedad no ha sido estudiada en términos agronómicos o botánicos, por lo que es difícil determinar su origen. A esto se suma la contaminación genética que ha sufrido la raza con variedades alóctonas, traídas desde Europa y América, por lo que cada vez es más complicado encontrar plantas de raza pura.
La introducción en los años 2000 de semillas de otras razas como la Critikal dio lugar a una progresiva sustitución y reducción del cultivo de marihuana beldía. Las variedades extranjeras, a diferencia de la autóctona, no están adaptados al clima seco y necesitan una mayor cantidad de agua, por lo que muchos acuíferos que ya venían siendo sobreexplotados, se han terminado por secar. Esto, sumado a la severa sequía que azotó al país en el periodo 2019-2020, es una de las motivaciones que ha llevado en 2021 al Gobierno de Marruecos a legalizar y, por lo tanto, regular, la producción de cannabis.

## Etimología
Antes de la llegada de las variedades alóctonas, la raza de cannabis local no era identificada de ninguna manera en particular, y los campesinos rifeños la llamaban simplemente kif (’marihuana’), naanaa (’menta’) o aachba (‘tallo’, ‘rama’). 
El nombre de beldi o beldiya (‘nativo’), que proviene del dáriya bled (‘país’, región), le fue dado en contraposición a las variedades híbridas. La raza beldía también es conocida como maghribiya (‘la marroquí’), aadiya (‘la normal, regular’) o incluso kdima dyalna (‘la antigua’ o ‘la nuestra’). Los híbridos, por su parte, fueron designados como gauriya (de gavur, ‘occidental’) o rumiya (de rûm, ‘extranjero’).
La distinción beldi vs. rum es frecuente en Marruecos, para referirse a productos (animales o vegetales) nativos y extranjeros, respectivamente. Por ejemplo, en el Rif se le llama zeitun beldi a la variedad local de aceite de oliva.

## Características
Esta variedad se ha adaptado al terroir (condiciones geográficas) de la montaña rifeña. El Rif, a pesar de ser la región con más precipitaciones del país, es una de las menos aptas para la agricultura, debido al accidentado relieve y a los suelos pobres y erosionados. Por lo tanto, la reorientación del sector primario hacia la producción cannábica surge por necesidad. 
Características del cultivo:
- Plantación: entre febrero y marzo
- Floración: junio
- Cosecha: principios de agosto

Características de la planta:
- Tamaño pequeño
- Hibridación cannábica: ninguna (100% sativa, 0% índica)
- THC: 2,5% - 5%
- CBD: 0% - 2%
- CBG: 0 - 0,16%
- Alta resistencia a ácaros, mildiu, botritis y mosca blanca

Se han identificado dos fenotipos de la variedad cannábica beldi; el más común tiene una forma más vertical, mientras que el segundo tipo crece menos y está más ramificado.
A diferencia de las variedades extranjeras, la beldi es resistente al calor y a la sequía, y no requiere grandes cuidados. 